# Kościół Trójcy Przenajświętszej w Nowym Sączu
Kościół Trójcy Przenajświętszej w Nowym Sączu – rzymskokatolicki kościół parafialny parafii św. Rocha w Nowym Sączu (dekanat Nowy Sącz Wschód diecezji tarnowskiej). Znajduje się w nowosądeckim Osiedlu Dąbrówka.

## Historia kościoła
Jest to świątynia wzniesiona w latach 1988-1995 według projektu Pawła Dygonia. Kamień węgielny, poświęcony w dniu 10 czerwca 1987 roku przez Ojca Świętego Jana Pawła II w Tarnowie, został wmurowany w dniu 30 maja 1993 roku przez biskupa Józefa Życińskiego. On również poświęcił i konsekrował kościół w dniu 18 czerwca 1995 roku. Wystrój wnętrza, a także rzeźby Trójcy Przenajświętszej i św. Józefa zostały opracowane i wykonane przez Józefa Ruchałę. W latach 2020–2021 świątynia została ubogacona o nowe witraże oraz tabernakulum według projektu Andrzeja Pasonia.

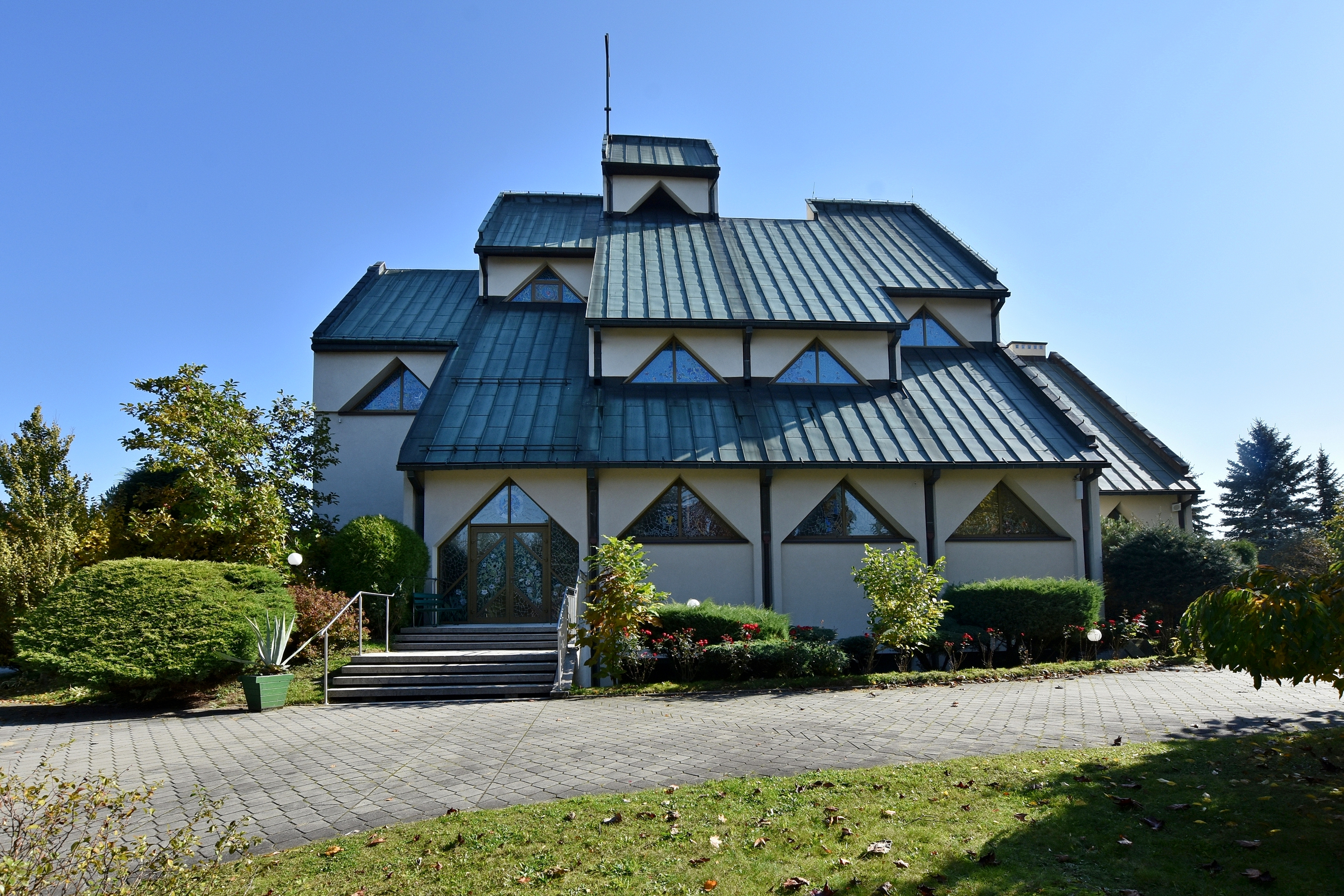
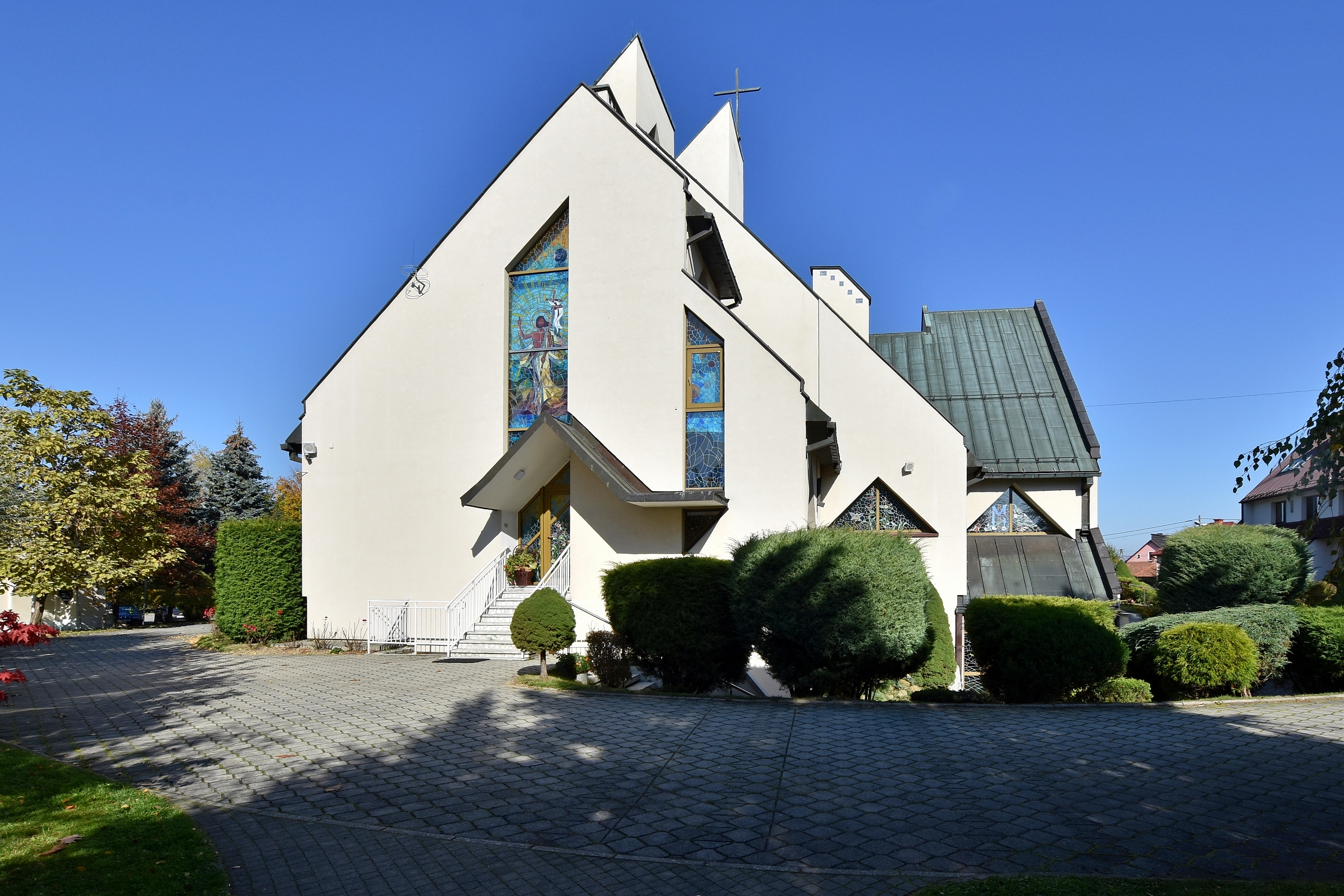
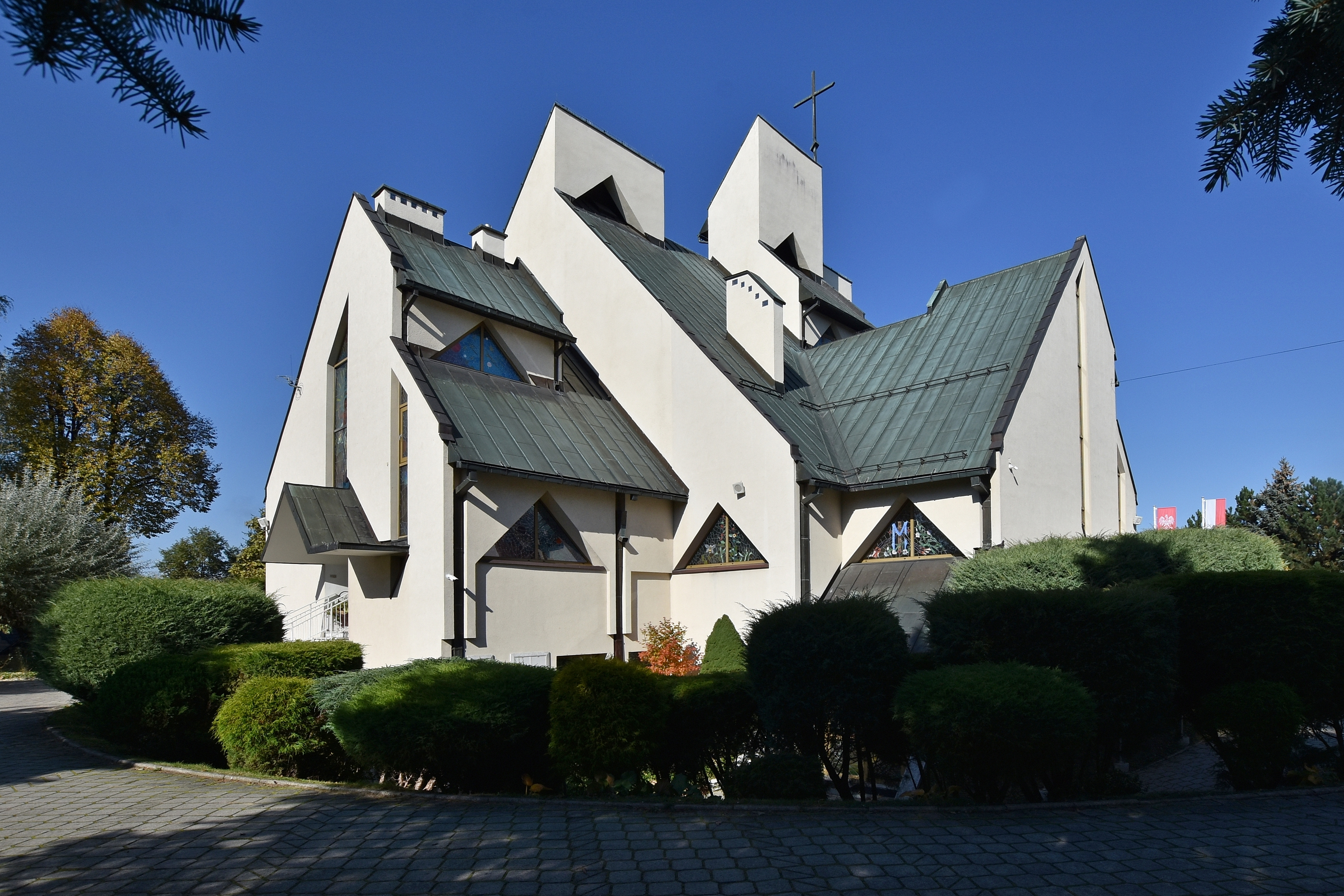